# The Boiling Crab
The Boiling Crab é uma cadeia de restaurantes americana que serve comida da culinária cajun. Fundada em 2004, a cadeia tem 30 restaurantes, centrados principalmente no sudoeste dos Estados Unidos, embora tenha alguns locais internacionais e outros fora da área.

## História
O The Boiling Crab foi fundado por Sinh Nguyen e Dada Ngo, um casal de vietnamitas. A família de Nguyen trabalhava principalmente como caranguejeiros ou pescadores na pequena cidade texana de Seadrift. Eles abriram o primeiro restaurante da cadeia em 2004 no Little Saigon de Garden Grove, Califórnia. Sua popularidade fez com que muitos outros restaurantes cajun semelhantes aparecessem no sul da Califórnia. Ele abriu seu primeiro local intercontinental no distrito de Kakaʻako de Honolulu, Havaí, em 2016. O primeiro restaurante internacional foi inaugurado em maio de 2020 em Xangai. Locais na Austrália começaram a operar no início de 2021. 2021 também foi quando um Boiling Crab em Washington, D.C., foi inaugurado, em julho daquele ano. Enquanto isso, um estabelecimento na Harvard Square em Cambridge, Massachusetts, começou a operar no início de 2022.

## Menu
A cadeia oferece dez opções diferentes de marisco à escolha: caranguejo azul, caranguejo dungeness, lagosta, camarão, lagostim, ostras, amêijoas, mexilhões e as pernas de caranguejo das neves ou caranguejo vermelho. Os lagostins congelados são utilizados quando estão fora de época. Depois de um cliente ter selecionado a sua escolha de carne, pode escolher entre quatro molhos: Rajun Cajun, Lemon Pepper, Garlic Butter, e a sua marca registada “The Whole Sha-Bang!”, o seu molho de assinatura que combina os três primeiros num só. Finalmente, o consumidor escolherá o nível de picante que o marisco terá. Outros itens do menu incluem gumbo, milho na espiga, andouille, batatas, batatas fritas, batatas fritas de batata-doce, lula, frango empanado e peixe-gato. A unidade de Xangai tem mais quatro itens do que as americanas: o caranguejola, o Caranguejo-peludo-chinês, o camarão de perna branca e o mexilhão de lábios verdes da Nova Zelândia.
Os clientes comem com as mãos e recebem babetes para garantir que a comida não mancha acidentalmente as suas roupas. As mesas estão cobertas com papel de talho.